# Pasterzyce
Pasterzyce (deutsch Pasterwitz, 1937 bis 1945 Pastern) ist ein Ort in der Landgemeinde Żórawina im Powiat Wrocławski der Woiwodschaft Niederschlesien in Polen. 

## Lage
Pasterzyce liegt ca. 18 Kilometer südlich von Breslau an der Ślęza (Lohe), einem linken Nebenfluss der Oder. Nachbarorte sind Jaksonów (Jackschönau) im Südwesten, Wilczków (Wiltschau) im Norden, Brzeście (Liebethal) im Süden und Bogunów (Bogenau) im Osten.

## Geschichte

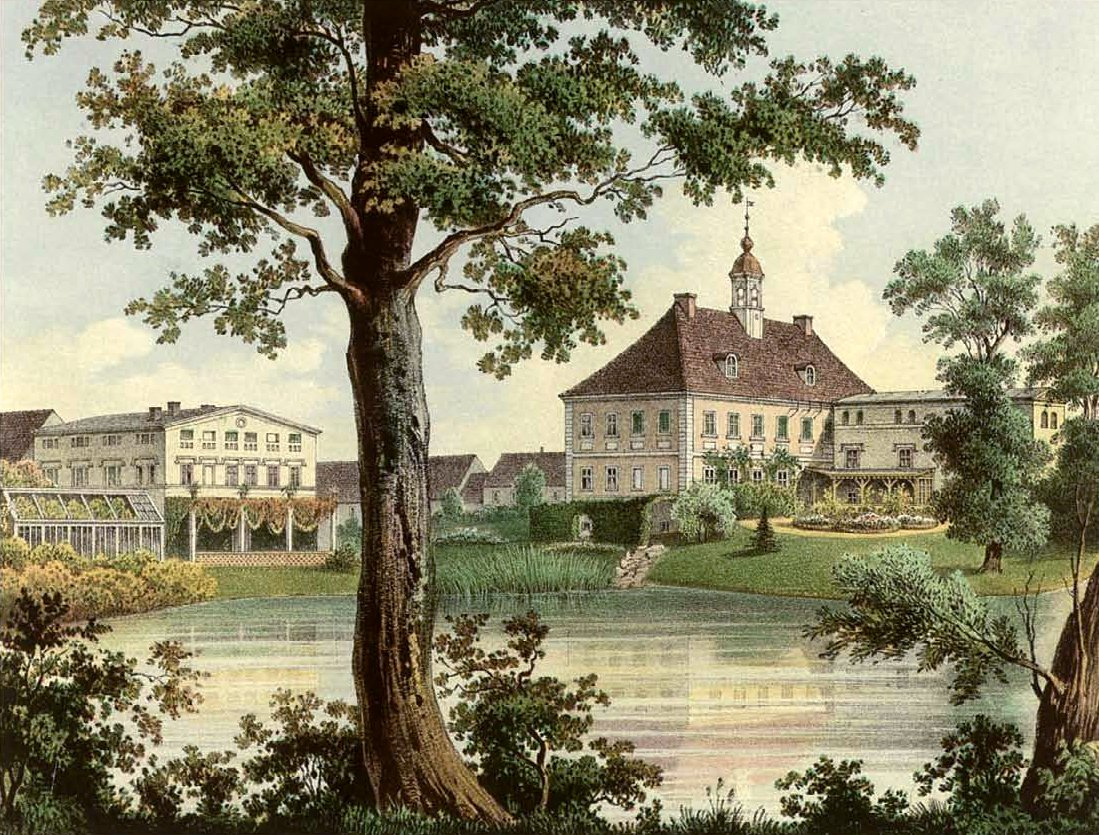
Schloss Pasterwitz um 1860, Sammlung Alexander Duncker

„Pasterciz“ wurde 1330 erstmals erwähnt. Für das Jahr 1360 ist die Schreibweise Pasricz belegt. Es gehörte zum Fürstentum Breslau, das nach dem Tod des Herzogs Heinrich VI. bereits 1335 als erledigtes Lehen an Böhmen gefallen war.
1845 war Pasterwitz im Besitz des Leutnants Friedrich von Lieres. Damals bestand es aus 15 Häusern, einem Schloss, einem Vorwerk, 147 Einwohnern (37 katholisch und der Rest evangelisch), evangelischer und katholischer Kirche zu Wiltschau, einer Wassermühle und drei Handwerkern.
Bei einem Hochwasser der Lohe im Sommer 1926 wurden große Teile von Pasterwitz überflutet. In den Jahren 1929–1931 wurde daraufhin der Fluss reguliert, d. h. begradigt und eingedämmt. Pasterwitz gehörte ab 1933 zum Amtsbezirk Jackschönau im Landkreis Breslau, mit dem es bis 1945 verbunden blieb. In der Zeit des Nationalsozialismus wurde Pasterwitz 1937 in Pastern umbenannt.
Als Folge des Zweiten Weltkriegs fiel Pastern mit dem größten Teil Schlesiens 1945 an Polen. Nachfolgend wurde es in Pasterzyce umbenannt. Die deutsche Bevölkerung wurde, soweit sie nicht vorher geflohen war, weitgehend vertrieben. Die neu angesiedelten Bewohner waren teilweise Zwangsumgesiedelte aus Ostpolen, das an die Sowjetunion gefallen war. 1975 bis 1998 gehörte Pasterzyce zur Woiwodschaft Breslau.